# Richard Wagner

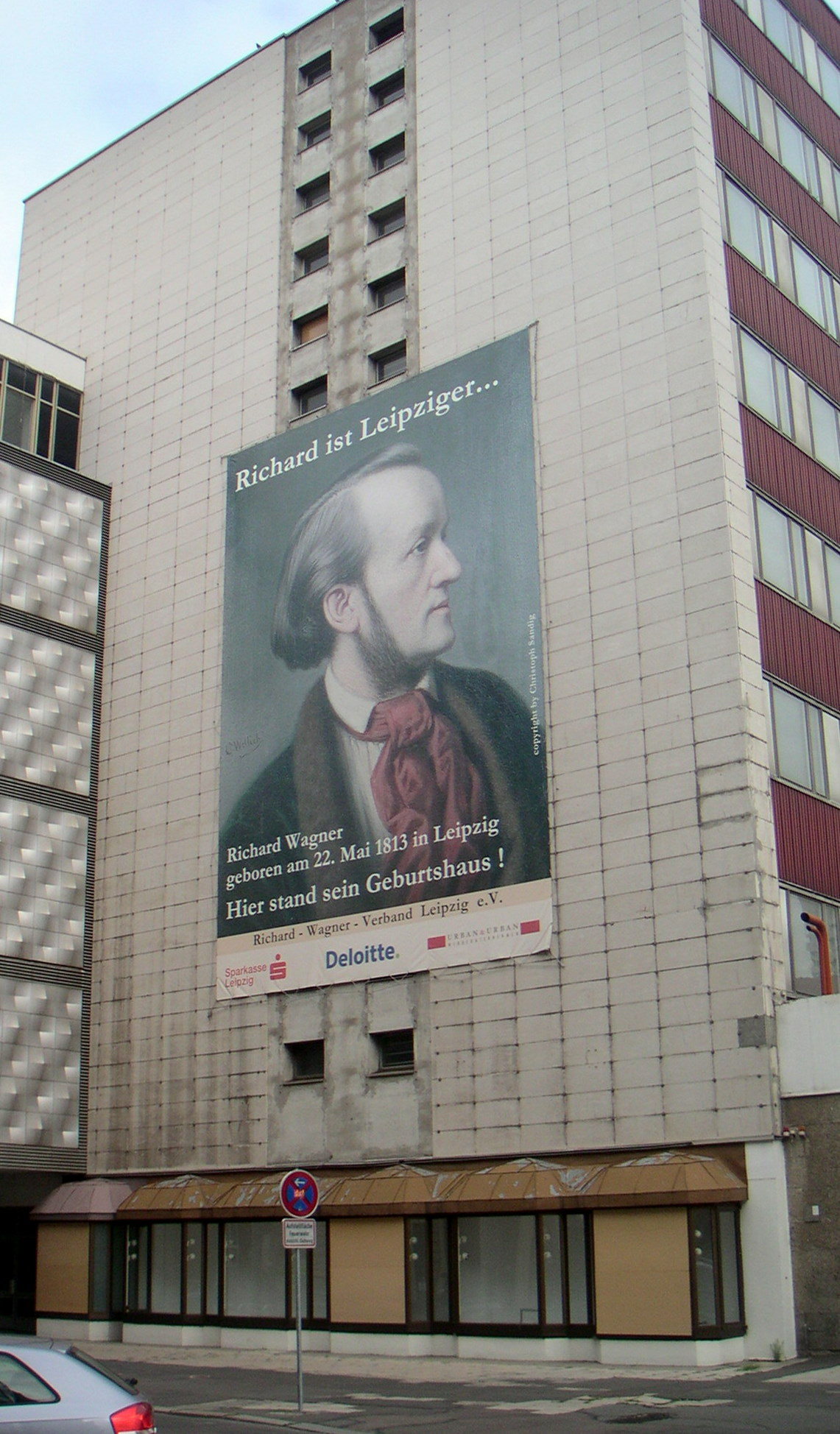
Nơi sinh của Richard Wagner ở Brühl (Leipzig)

 Wilhelm Richard Wagner (phát âm /ˈrɪtʃərd ˈvɑːɡnər/, phát âm tiếng Đức: [ˈʁiçaʁt ˈvaɡnɐ]; sinh ngày 22 tháng 5 năm 1813 tại Leipzig, nước Đức – mất ngày 13 tháng 2 năm 1883 tại Venice, nước Ý) là nhà soạn nhạc kiêm nhạc trưởng, đạo diễn kịch và nhà lý luận âm nhạc người Đức nổi tiếng bởi các tác phẩm opera (hay nhạc kịch theo cách gọi sau này). Không như nhiều soạn gia lớn khác ông tự viết lời lẫn phân cảnh cho các tác phẩm của mình. Âm nhạc của ông nhất là thời kì sau này trứ danh bởi cấu trúc đối âm (contrapuntal), phong phú chất nửa cung (chromatism) lẫn giai điệu và hòa âm, trau chuốt theo một mô-típ nền nhạc luôn thích hợp vời từng nhân vật, từng phân cảnh trong nhạc phẩm. Ông là người tiên phong dùng những kĩ thuật rất khó trong âm nhạc như chất nửa cung nghiêm ngặt, chuyển đổi âm vực rất nhanh và do đó đã tạo ảnh hưởng sâu rộng đến sự phát triển của nền âm nhạc cổ điển tại châu Âu.
Ông diễn đạt tư tưởng âm nhạc của bản thân trong tác phẩm tổng hợp các thể loại âm nhạc, kịch nghệ, thi ca mang tên Gesamtkunstwerk (nghĩa là "hợp tuyển"); chúng được cô đọng lại trong bốn vở opera tiêu biểu được tóm lại thành tập Der Ring des Nibelungen năm 1876. Ông đã tự xây dựng nhà hát riêng Bayreuth Festspielhaus để trình diễn tác phẩm mình như ông vẫn hình dung.

## Tiểu sử

### Thiếu thời
Richard Wagner sinh tại Leipzig, số 3, Brühl, là người con thứ 9 của Carl Friedrich Wagner. Cha ông là một thư ký trong sở cảnh sát Leipzig và mẹ ông, Johanna Rosine (née Paetz), là con gái của một thợ làm bánh. Cha của Wagner mất do bệnh sốt phát ban 6 tháng sau khi sinh Richard, sau đó Johanna bắt đầu sống với bạn của Carl, diễn viên và là nhà viết kịch Ludwig Geyer. Vào tháng 8 năm 1814 Johanna và Geyer có thể đã cưới nhau mặc dù không có giấy tờ về việc này ở nơi đăng ký kết hôn tại nhà thời Leipzig. Bà cùng gia đình dời đến nơi ở của Geyer tại Dresden. Cho đến khi 14 tuổi, Wagner được gọi là Wilhelm Richard Geyer. Ông hầu như nghĩ chắc chắc rằng Geyer là cha đẻ của mình.
Richard Wagner học âm nhạc khá muộn, khi đã 15 tuổi.

### Thời thanh niên
Trong các năm 1834-1839, Richard Wagner là nhà soạn nhạc và nhạc trưởng của các nhà hát tại Magdeburg, Koenigsberg và Riga. Trong khoảng thời gian từ năm 1839 đến năm 1842, Wagner sống trong khổ cực. Sau đó, ông trở về Dresden và trở thành nhạc trưởng của nhà hát của vua xứ Saxony. 

### Tuổi trung niên
Tuy nhiên, sự nghiệp của ông có phần gián đoạn bởi ông tham gia vào Cách mạng Đức, cụ thể là ông tham gia vào cuộc khởi nghĩa tháng 5 năm 1849. Cuộc khởi nghĩa này không đi đến thành công, Wagner phải sống lưu vong tại Thụy Sĩ, Ý và Pháp trong 10 năm liền và chỉ trở về khi có lệnh ân xá. Trở về Đức, ông đặt chân đến Munich. Sau đó, ông tiếp tục sinh sống tại Viên. Wagner có nhưng buổi lưu diễn tại Nga. 

### Lúc già
Vào năm 1872, Wagner định cư ở Bayreuth. Nơi đây, ông nhận được sự hỗ trợ từ vua Ludwig II của Bayern. Nhờ có sự giúp đỡ này, cộng thêm số tiền ông tích cóp được trong quá trình biểu diễn trước đấy, Wagner đã xây dựng được nhà hát chuyên biểu diễn những vở opera của riêng ông. Tháng 8 năm 1876, nhà hát này được khánh thành với bộ tứ vở opera Der Ring des Nibelungen.

### Qua đời
Từ năm 1878, Wagner bắt đầu hứng chịu những cơn đau tim đột ngột. Richard Wagner qua đời vào ngày 13 tháng 2 năm 1883 tại thành phố Venice, Ý, hưởng thọ 69 tuổi.

## Phong cách âm nhạc
Richard Wagner đi vào lịch sử âm nhạc như là một trong những nhà soạn nhạc vĩ đại nhất và nhà cải cách opera lớn nhất. Mục đích của Wagner khi tiến hành cải cách opera là sáng lập một loại tác phẩm thanh nhạc-giao hưởng hoành tráng, có tiêu đề, dưới hình thức một vở kịch, để thay thế mọi kiểu opera và giao hưởng đã có. Theo ý tưởng của ông, thể loại này là một vở nhạc kịch mà trong đó âm nhạc được phát triển theo một hệ thống những Leitmotif (âm hình chủ đạo) miêu tả không những tính cách của các nhân vật mà cả tình cảm của họ. Âm nhạc ở đây là một dòng chảy liên tục, liên kết mọi tình huống kịch trong một thể thống nhất. Vì thế, sẽ không còn những tiết mục trọn vẹn tách rời, ví dụ như aria di capo như các vở opera trước đấy, mà là những đoạn hát nói có giai điệu, bám sát tình cảm trong lời cả. Ngoài ra, opera của Wagner còn có những đoạn chen độc lập của dàn nhạc giao hưởng. Đó là những đóng góp của Wagner cho âm nhạc giao hưởng thế giới.

### Opera
- Richard Wagner Opera, Richard Wagner operas, Wagner Interviews, CDs, DVDs, Wagner Calender, Bayreuth Festival
- Wagner Operas, site featuring photographs, video, MIDI files, scores, libretti, and commentary
- RWagner.net Lưu trữ ngày 15 tháng 12 năm 2007 tại Wayback Machine, contains libretti of his operas, with English translations
- Wagner website Lưu trữ ngày 9 tháng 11 năm 2006 tại Wayback Machine, assortment of articles on Wagner and his operas
- Photo of Wagner's manuscript for the Bridal Chorus Lưu trữ ngày 11 tháng 11 năm 2005 tại Wayback Machine
- The Wagnerian Romances by Gertrude Hall

### Tác phẩm viết
- The Wagner Library Lưu trữ ngày 21 tháng 2 năm 2011 tại Wayback Machine. English translations of Wagner's prose works, including some of Wagner's more notable essays.
- Các tác phẩm của Richard Wagner tại Dự án Gutenberg
- My Life at Project Gutenberg , an early, incomplete, and not always accurate translation

### Hình ảnh
- The Richard Wagner Postcard-Gallery. A gallery of historic postcards with motives from Richard Wagner's operas.
- 1869 Caricature of Richard Wagner by André Gill
- gallica.bnf.fr Pictures of Richard Wagner and his family.

### Âm nhạc
- Free scores by Richard Wagner trong Choral Public Domain Library (ChoralWiki)
- KylesProject.com Lưu trữ ngày 27 tháng 1 năm 2009 tại Wayback Machine, music of Wagner including his complete opera scores
- Bản nhạc miễn phí bởi Wagner tại Dự án Thư viện Bản nhạc Quốc tế (IMSLP)
- Bản mẫu:IckingArchive

### Khác
- The BBC Wagner profile
- Bayreuth Festival
- The National Archive of the Richard Wagner Foundation
- 'A Vulture is almost An Eagle' — the Jewishness of Richard Wagner Lưu trữ ngày 5 tháng 2 năm 2007 tại Wayback Machine
- The humanities.music.composers.wagner FAQ.
- Richard Wagner Museum Lưu trữ ngày 27 tháng 9 năm 2007 tại Wayback Machine in the country manor Triebschen beside Lucerne, Switzerland where he and Cosima lived and worked from 1866 to 1872.
- Better to know by Edward Said, Le Monde diplomatique
- The Wagner Tuba